# Bataille de Cedynia
La bataille de Cedynia s’est déroulée près du village de Cedynia à l'est du fleuve Oder le 24 juin 972 (ou 979), opposant les forces du duc Mieszko Ier de Pologne à celles du margrave Odo Ier de la Marche de l'Est saxonne. Ce fut la plus ancienne bataille mentionnée dans les documents concernant l’histoire de la Pologne. Les chroniques de Gallus Anonymus et de Dithmar évoquent toutes deux cette bataille. 
Les causes exactes de la rencontre ne sont pas claires. À l'époque de la christianisation de l'Europe depuis le temps de Charlemagne, la Francie orientale s'étendait jusqu'au bord de l'Elbe ; les tribus slaves (Wendes) au-delà du fleuve furent forcées de payer des tributs aux monarchs[Quoi ?]. Au Xe siècle, les margraves, dotés de pouvoirs militaires, étaient responsable de maintenir l'autorité dans la Marche de l'Est saxonne.
Odo Ier a été installé par l'empereur Otton Ier après le décès du margrave Gero le Grand en 965. En plusieurs expéditions militaires à l'est, il pénétra jusqu'au territoire des Polanes sur les rives de la Warta. Leur duc Mieszko Ier, de la dynastie Piast, a fait des ouvertures à l'empereur et s'était fait baptiser peu avant  ; toutefois, selon la chronique de Dithmar, le margrave Odo l'écoute avec orgueil. D'autre part, les berges de l'Oder permettraient l'accès pour la Poméranie et la côte Baltique.
En 972, alors qu'Otton Ier se trouvait en Italie, la rivalité entre Mieszko et Odo atteignit un point culminant : le margrave fait campagne et franchit l’Oder. Le 24 juin, une bataille eut finalement lieu près de Cedynia. Les Polanes, conduits par Czcibor (Cidebur), le frère cadet de Mieszko Ier, ont écrasé l’armée saxonne d'Odo. L'empereur a demandé l'arrêt immédiat des combats et a cité les combattants à la diète de Quedlinbourg l'année suivante. Là, une paix fut conclue ; cependant, Otton prit le jeune fils de Mieszko, Boleslas, en otage.
Du point de vue des historiens modernes, cette victoire a permis à la Pologne de sécuriser sa frontière occidentale. Néanmoins, la rive est de l'Oder appartint aux margraves de Brandebourg au XIIIe siècle. Après la conquête de la région par l'Armée rouge et l'armée polonaise dans la Seconde Guerre mondiale, un monument commémorant cette bataille a été érigé sur les hauteurs à l'ouest de Cedynia, près de la ligne Oder-Neisse, par les autorités polonaises.